# Obscure Questions
『Obscure Questions』（オブスキュア クエスチョンズ）は、ピノキオピーのメジャーデビューオリジナルアルバム。2012年7月4日にEXIT TUNESから発売された。

## 概要
本アルバムのために新たに書き下ろした新曲4曲と、既存曲もリミキシングし、高音質にてマスタリングされ収録された。ジャケットイラストは絵師shirakabaによる描き下ろし。数量限定で、ピノキオピー描き下ろしの「初音ミク」「アイマイナ」「どうしてちゃん」いずれかのラバーストラップが封入された。

## 収録曲
全作詞・作曲・編曲：ピノキオピー
Disc1(CD)
1. ありふれたせかいせいふく feat.初音ミク [新曲]
2. 化物宇宙 feat.初音ミク
3. からっぽのまにまに feat.初音ミク
4. 玉葱 feat.初音ミク
5. おもひでしゃばだば feat.初音ミク
6. Fireworks feat.初音ミク
7. ポンコツ天使 feat.初音ミク
8. ジゼミ・イン・ザ・アンダーグラウンド feat.初音ミク [新曲]
9. マッシュルームマザー feat.初音ミク
10. サイケデリックスマイル feat.初音ミク
11. ラブソングを殺さないで feat.初音ミク
12. 好き好き好き好き好き好き好き好き好き feat.初音ミク
13. ボーカロイドのうた feat.初音ミク
14. Floating Shelter feat.初音ミク
15. 腐れ外道とチョコレゐト feat.初音ミク
16. どうしてちゃんのテーマ feat.初音ミク
17. eight hundred  feat.初音ミク
18. 不思議のコハナサイチ feat.初音ミク [新曲]
19. Obscure Questions feat.初音ミク [新曲]